# Współrzędne galaktyczne

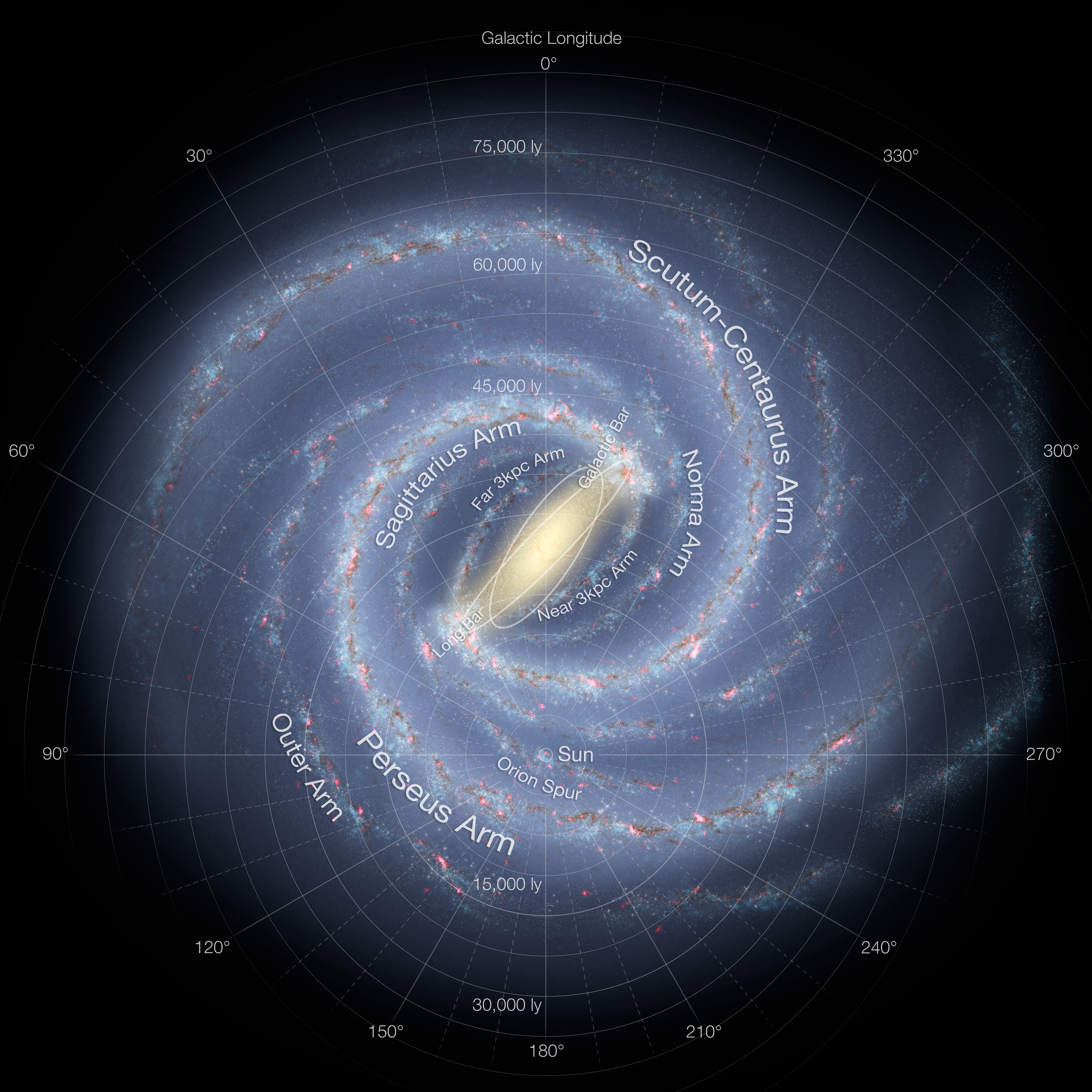
Artystyczna koncepcja Drogi Mlecznej, pokazująca długości galaktyczne wychodzące od Słońca. Wykonana przez NASA.

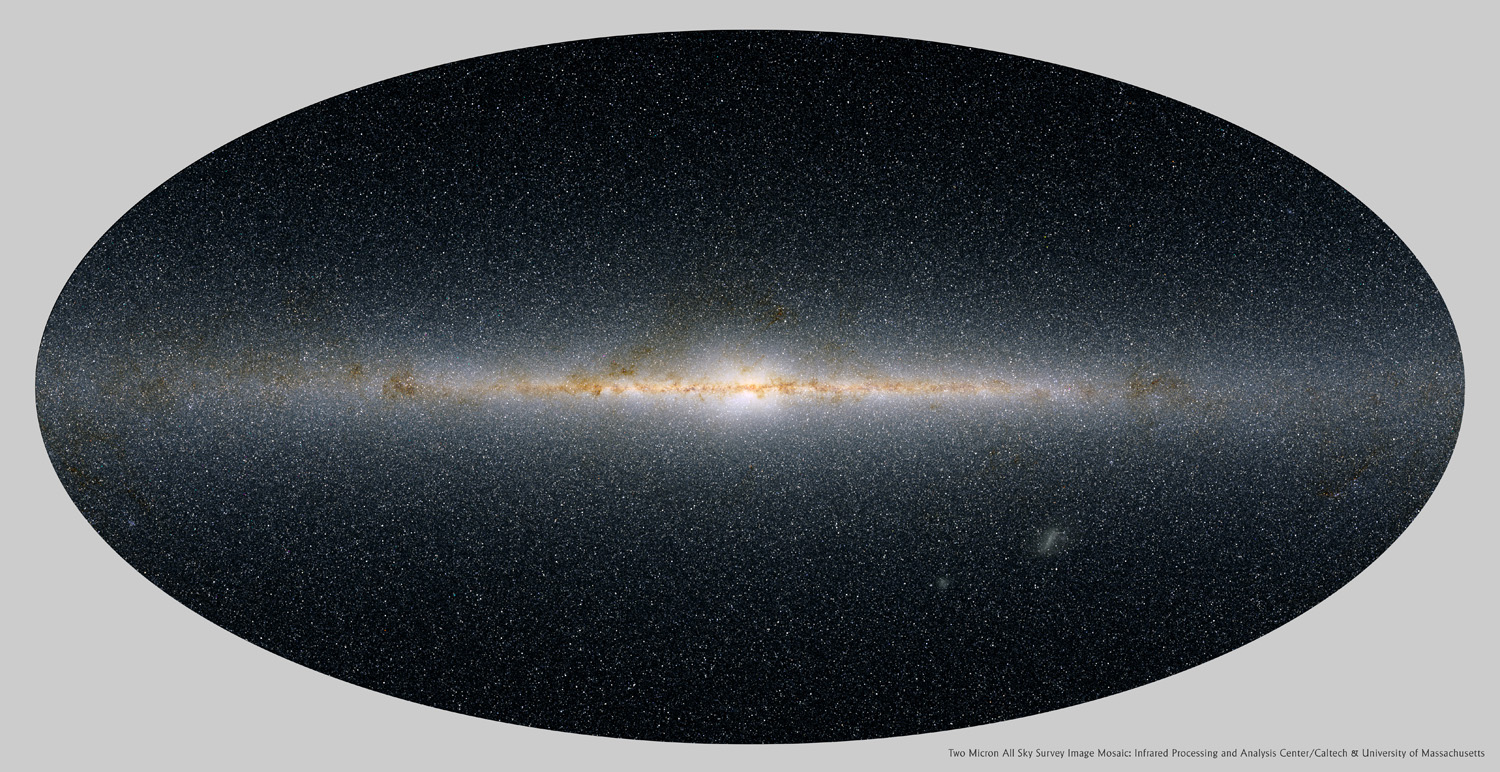
Niejednorodność rozkładu gwiazd i pyłu na nocnym niebie powoduje, że współrzędne galaktyczne są bardzo użyteczne z punktu widzenia przeglądów nieba, które na przykład wymagają dużej gęstości gwiazd, gdy badamy gwiazdy, lub przeciwnie, małej gęstości gwiazd i gazu, gdy celem przeglądu są obiekty pozagalaktyczne. Wtedy odpowiednio wybieramy obszary nieba o małej lub dużej szerokości galaktycznej. Ilustracja pokazuje rozkład gwiazd w katalogu obiektów punktowych przeglądu 2MASS.

Układ współrzędnych galaktycznych – jeden z astronomicznych sferycznych układów współrzędnych. Jego centrum stanowi Słońce, zaś początkowym punktem odniesienia jest radioźródło Sagittarius A* (będące prawdopodobnie supermasywną czarną dziurą), znajdujące się w centrum Drogi Mlecznej. Równikiem dla tego układu jest płaszczyzna Galaktyki. Podobnie jak geograficzny układ współrzędnych, pozycja obiektu podawana jest jako szerokość i długość galaktyczna.

## Definicja
Międzynarodowa Unia Astronomiczna wprowadziła układ współrzędnych galaktycznych w 1958 roku, w odniesieniu do układu współrzędnych równikowych  podanych na rok 1950. Biegun galaktyczny północny ma współrzędne rektascencję 12h 49m 00s, deklinację +27° 24′ 00″ (B1950), a zero długości galaktycznej to koło wielkie zaczepione w tym punkcie i nachylone pod kątem 123° do koła wielkiego przechodzącego przez biegun układu równikowego.  Długość galaktyczna rośnie w tę samą stronę co rektascensja. Szerokość galaktyczna jest dodatnia w kierunku północnego bieguna galaktycznego.
W równoważnym systemie, odniesionym do epoki J2000, północny biegun galaktyczny ma współrzędne: 12h 51m 26,282s +27° 07′ 42,01″ (J2000), a zero długości przy kącie pozycyjnym 122,932°.

## Oznaczenia
Symbole  l i b zwyczajowo oznaczają długość i szerokość galaktyczną.